# Громадська експертиза
Громадська експертиза — складова механізму демократичного управління державою, який передбачає проведення інститутами громадянського суспільства (громадські організації, професійні та творчі спілки, організації роботодавців, благодійні і релігійні організації, органи самоорганізації населення, недержавні засоби масової інформації) оцінки діяльності органів виконавчої влади, ефективності прийняття і виконання такими органами рішень, підготовку пропозицій щодо розв'язання суспільно значущих проблем для їх врахування органами виконавчої влади у своїй роботі.

## Значення громадської експертизи
Конституційно-правове утвердження громадської експертизи діяльності органів публічної влади – це загальносвітова тенденція, яка детермінована посиленням взаємодії органів публічної влади та громадськості. Громадська експертиза є одним із інструментів громадського контролю за діяльністю органів виконавчої влади в державі. Громадські експертизи спрямовані на подолання закритості та бюрократичності державних органів, на виявлення правопорушень. Громадська експертиза дозволяє громадськості оцінити рівень прозорості органу виконавчої влади та дотримання ним законодавства.
Громадська експертиза також може бути цінною і для службовців самих органів виконавчої влади як інформаційний ресурс, оскільки дозволяють отримати «зворотній зв'язок» щодо їхньої роботи, знайти спосіб удосконалити її, внести необхідні корективи, за необхідності — змінити пріоритети діяльності. Громадські експертизи є одним із засобів сприяння формуванню відкритого уряду та встановленню довіри між урядом, державними установами та громадянським суспільством, активізації участі громадян у формуванні державної політики.

## Суб'єктипроведення громадської експертизи
Як суб'єкти під час проведення громадської експертизи задіяні інститути громадянського суспільства, з однієї сторони, та органи виконавчої влади, з іншої.
Порядок сприяння проведенню громадської експертизи діяльності органів виконавчої влади під інститутами громадянського суспільства в контексті проведення громадських експертиз в Україні визначає:
- громадські організації;
- професійні та творчі спілки;
- організації роботодавців;
- благодійні і релігійні організації;
- органи самоорганізації населення;
- недержавні засоби масової інформації;
- інші непідприємницькі товариства і установи, легалізовані відповідно до законодавства.

У цьому ж Порядку прямо окреслюється коло державних органів, до яких може застосовуватися громадська експертиза — це органи виконавчої влади України.
Конкретний перелік органів державної влади, які підлягають громадській експертизі, може змінюватися тими чи іншими законами та підзаконними актами. Зараз громадській експертизі підлягають такі органи державної влади:
- Кабінет міністрів України;
- Міністерства[5];
- Інші центральні органи виконавчої влади;
- Області державні адміністрації;
- Районні державні адміністрації;
- Київська та Севастопольська міські державні адміністрації;
- Районні у містах Києві та Севастополі державні адміністрації;
- Органи виконавчої влади Автономної Республіки Крим.

## Законодавче регулювання вУкраїні
В Україні правове урегулювання проведення громадської експертизи у різних сферах суспільного життя – екологічній, судовій, науковій, науково-технічній розпочалося ще на початку 90-х рр. ХХ століття. 5 листопада 2008 року Кабінет Міністрів України своєю постановою № 976 ухвалив Порядок сприяння проведенню громадської експертизи діяльності органів виконавчої влади. І зобов'язав владу враховувати рекомендації громадських експертиз при розробці програм соціально-економічного розвитку, державних цільових програм, укладанні бюджету тощо.